# John Villadsen
John Villadsen (født 12. juni 1936, død 22. juli 2021) var en dansk kemiingeniør, professor og forsker ved Institut for Kemiteknik på DTU.
Han blev uddannet kemiingeniør fra Danmark Tekniske Universitet i 1959, og han afsluttede en ph.d. efter militærtjeneste i 1963. Han arbejdede som postdoc på University of Wisconsin, og kom tilbage til DTU i 1966, hvor han arbejdede med kemisk reaktionsteknik og katalyse indtil 1984. Han var også professor i Chemical Engineering ved University of Houston i Texas fra 1976 – 1984. Han har været vejleder for Kim Dam-Johansen under hans speciale i 1982/1983 og Jens Nielsen under hans ph.d..
I 1984 blev han udnævnt som "superprofessor", som blot én ud af 10 forskere i Danmark, hvor han skulle udvikle forskning og undervisning inden for bioteknologi. Han var også leder af det nationale center for design af bioprocesser ved DTU fra 1986-2001.
I 2004 blev han udnævnt som professor i bioprocesteknik efter en donation fra Novo Nordisk Fonden. Han blev pensioneret i 2006, og blev herefter professor emeritus, og fortsatte sin forskning på DTU Kemiteknik.
Han var dekan for kemi, kemiteknik og bioteknologi ved DTU i perioden 1991 til 2001. I 2007 og 2008 var han direktør for kemiingeniøruddannelsen ved University of Trinidad and Tobago som en del af en samarbejdsaftale med DTU.

## Hæder
Priser
- 1992 Villum Kann Rasmussens Årslegat til Teknisk og Naturvidenskabelig Forskning[4]
- 2006 Julius Thomsens Guldmedalje[5]

Videnskabsakademier
- 1972 Akademiet for de Tekniske Videnskaber
- 2003 Slovenske Akademi for Videnskab og Kunst

Æresdoktorater
- Åbo Akademi, Finland
- Chalmers tekniska högskola, Sverige
- Universidad Autonoma Metropolitana, Mexico

## Udvalgte publikationer
- Villadsen, J and Stewart, W. E., "Solution of boundary-value problems by orthogonal collocation". Chem. Engng Sci 22, 1483-1501 (1967).
- villadsen, J., Selected approximation methods for chemical engineering problems. Dr. Tech. thesis, Danmarks Tekniske Universitet, (1970).
- VVilladsen. J. and Michelsen, M. L, "Solution of Differential Equation Models by Polynomial Approximation". Prentice-Hall, Englewood Cliffs, NJ (1978).
- Villadsen, J., Livbjerg, H., Møller, C.E. "Catalyst for dehydrogenating organic compounds, in particular amines, thiols, and alcohols, and a process for its preparation", US patent 4,224,190 (1980).
- Villadsen, J, Nielsen, J and Lidén, G Bioreaction Engineering Principles. 3rd edition, Springer Verlag, NY, 2011.